# Seznam ameriških kirurgov
Seznam ameriških kirurgov.

## A
- David Hayes Agnew

## B
- Lenox Baker

## C
- Sal Calabro
- Denton Cooley

## D
- Henry Dalton
- Douglas Ousterhout

## E
- Richard Eppes

## K
- Charles Kelman
- Robert Kerlan

## M
- William Chester Minor
- Elizabeth Morgan
- Valentine Mott
- Joseph Murray

## O
- Alton Ochsner

## R
- Geraldine Richter

## T
- George H. Tichenor

## W
- Allen Whipple
- Robert J. White
- Daniel Hale Williams
- John Travers Wood
- Leonard Wood